# Герб Гіпускоа
Герб Гіпускоа - символ провінції Країни Басків, що був затверджений Регіональним розпорядженням 6/1990 від 27 березня 1990 р. Про ознаки ідентичності історичної території Гіпускоа.

## Опис

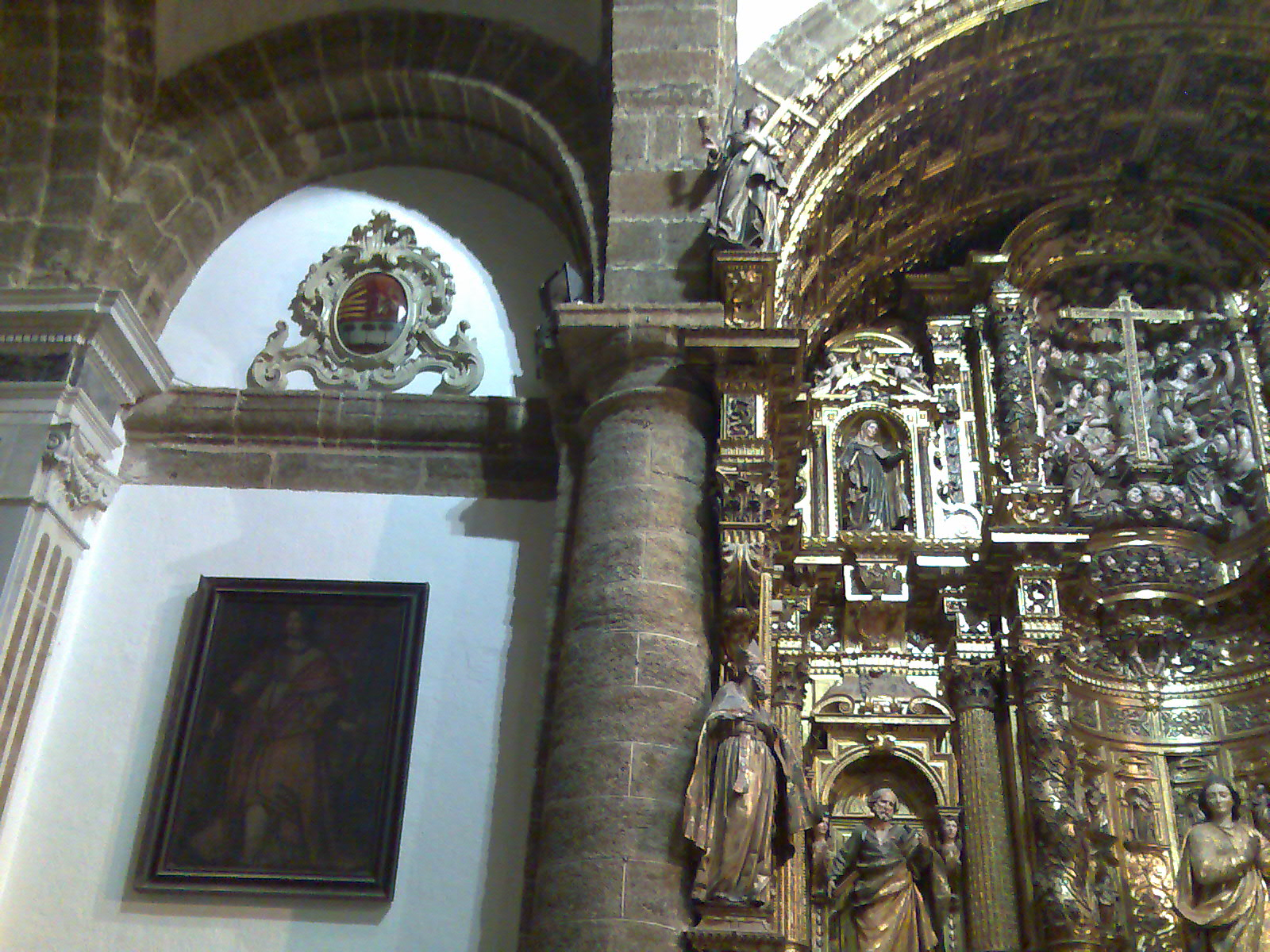
Ліворуч від головного вівтаря Старого собору Кадіса видно старий герб Гіпускоа (XVI чи XVII ст.) із лише шістьма схематизованими гарматами

У золотому полі три зелені дерева, розміщені в пояс на хвилях срібної та блакитної води. Тримають щит двоє дикунів натуральних кольорів у срібних набедренних пов'язках. Під щитом на срібній стрічці написано девіз «FIDELISSIMA BARDULIA NUNQUAM SUPERATA » («Фіделісіма Бардулія, ніколи не перевершена ») чорними літерами. 
На щиті герцогська корона - золотий круг, прикрашений дорогоцінним камінням, складений із восьми розеток, з яких видно п’ять. 
Дерева, представлені в щиті, є звичайними тисами (Taxus baccata). Спрощений варіант щита дуже часто використовується без зовнішніх прикрас і з схематичними елементами блазона. 

## Історія
У 1979 р.  Генеральні ради братства, попередниками нинішніх Генерального правління Гипускоа модифікували традиційний герб Гіпускоа, що використовується з 1466 р., усунувши два поля, в яких був коронований монарх, що сидів на троні, можливо, Альфонсо VIII Кастильський або Енріке IV, і дванадцять гармат. У 1513 році королева Хуана І Кастильська дозволила включити нові елементи до герба Гіпускоа. Це були дванадцять гармат, символізуючи ті, які були захоплені військами гіпускоанцями в битві при Велате 1512 р. 